# Arnold Pannartz en Konrad Sweinheim

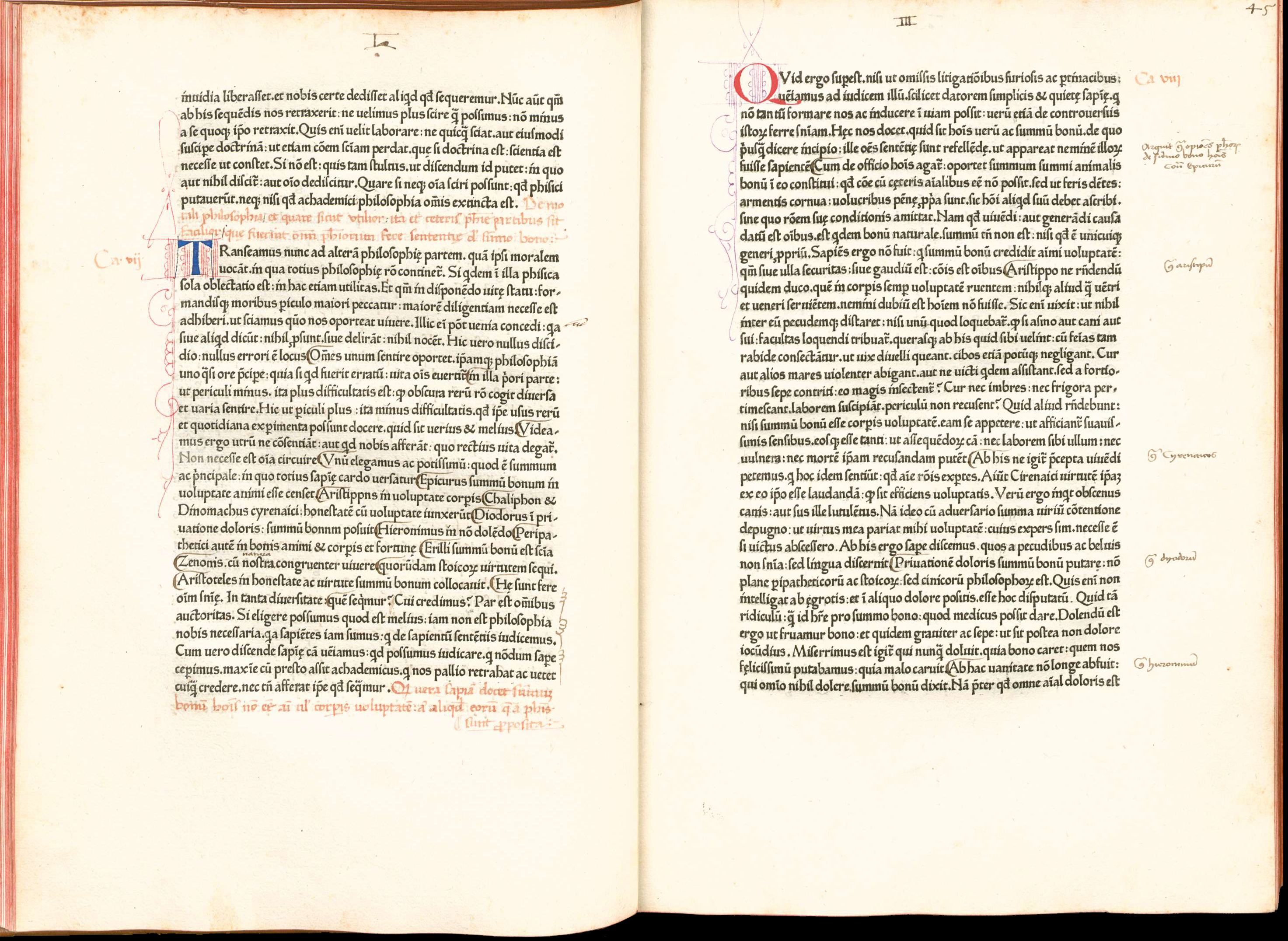
Dubbelbladzijde uit de "De divinis institutionibus" door Lactantius gedrukt door Pannartz and Sweynheim in 1465, kopie van de Bayerische Staatsbibliothek

Arnold Pannartz en Konrad Sweinheim (ook Sweynheim en Sweynheym) waren twee drukkers uit de 15e eeuw, die de drukkunst in Italië hebben geïntroduceerd.

## Biografie
Pannartz stierf omstreeks 1476, Sweinheim in 1477. Pannartz was waarschijnlijk afkomstig van Praag en Sweinheim van Eltville in de buurt van Mainz.  Ze hoorden beiden tot de geestelijkheid. Sweinheim zou gewerkt hebben in Eltville met Gutenberg tussen 1461 en 1464. Men weet niet of Pannartz en Sweinheim elkaar in Duitsland leerden kennen, maar het staat vast dat ze Gutenbergs uitvinding naar Italië brachten.
Ze vestigden zich in 1464 in de abdij van Santa Scholastica in Subiaco waar ze hun eerste drukpers opzetten, trouwens de eerste in Italië, en leefden er als lekenbroeders. Het was de Spaanse kardinaal Juan de Torquemada, abt van Subiaco die hen gevraagd zou hebben zich daar te vestigen. Martin Davies schrijft dat ze waarschijnlijk naar Subiaco trokken na de troebelen in Mainz in 1462 en dat ze zouden zijn gestuurd of aangemoedigd door kardinaal Nicolaas van Cusa, die goed geïntroduceerd was in humanistische kringen in Rome. Zijn secretaris was Giovanni Andrea Bussi die later nog met Pannartz en Sweinheim zou meewerken als uitgever en lijsten van de beschikbare werken zou verspreiden. Bussi werd later bibliothecaris bij de paus.
De eerste incunabel die ze publiceerden, op 30 september 1465, was de De Oratore van Cicero (ISTC ic00654000). Vervolgens publiceerden ze op 29 oktober 1465 de De divinis institutionibus van Lactantius (ISTC il00001000), het eerste gedateerde boek gedrukt in Italië en de De civitate Dei van Augustinus (ISTC ia01230000) op 12 juni 1467.
Deze drie werken vormen een keerpunt in de geschiedenis van het drukken: als drukletter wordt niet de gebruikelijke gotische textura gebruikt, maar een ronder lettertype, gebaseerd op het humanistische schrift.

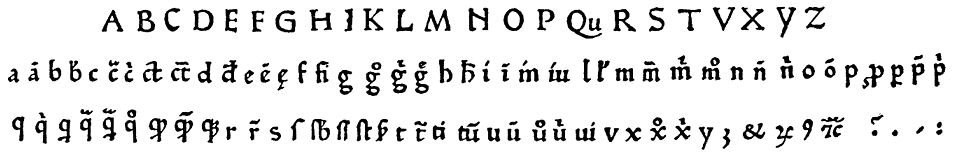
Lettertype ontworpen door Pannartz en Sweinheim, ca. 1465.

In 1467 trokken ze naar Rome en vestigden zich in het Palazzo Massimo Istoriato aan het Piazza dei Massimi, hen ter beschikking gesteld door Francesco en Pietro de’ Massimi. Daar drukken ze 35 boeken met edities variërend van 275 tot 300 exemplaren, te weten werk van Lactantius, Cyprianus, Augustinus, Hiëronymus, Leo de Grote, Thomas van Aquino, Cicero, Apuleius, Aulus Gellius, Vergilius, Livius, Strabo, Plinius, Quintilianus, Suetonius, Ovidius en anderen. Veel van hun werk vormt de eerste gedrukte uitgave ('Editio princeps') van de betreffende auteur. Voor het voorbereiden van de uitgave werkten ze samen met Giovanni Andrea Bussi, dan bisschop van Aleria, die voor hen de te drukken werken uitzocht, de manuscripten leende van de eigenaars, de teksten koos en redigeerde, en de drukproeven corrigeerde.
De twee drukkers zagen de zaken echter te groot en drukten te grote oplagen, waarvan een groot deel onverkocht bleef. Eigenlijk was dit een eerste geval van overproductie van boeken - een verschijnsel dat in het Italië van de vroege jaren 1470 algemeen was. Sweinheim en Pannartz stuurden dan ook hun assistent Bernhard von Merdingen in 1472 naar Neurenberg in een poging om hun voorraad daar op de markt te slijten en richtten in 1472 een verzoek aan Paus Sixtus IV voor ondersteuning, maar zonder resultaat. Daarna stapte Sweinheim in 1473 uit het partnerschap en keerde terug naar Mainz, waar hij in 1474 tot kanunnik benoemd werd aan de collegiale kerk van St. Victor. Pannartz bleef verder werken in Rome en publiceerde nog dertien boeken, waarvan twee herdrukken, onder zijn eigen naam tussen 1474 en 1476. Ook nam hij zijn eerste ambacht weer op, de kopergravure, en realiseerde kaarten voor de Cosmographia van Ptolemaeus, maar overleed voor het werk klaar was.

## Werken

### Uitgegeven in Subiaco
| Auteur                               | Werk                       | Datum                  |
| ------------------------------------ | -------------------------- | ---------------------- |
| Cicero, Marcus Tullius.              | De oratore                 | voor 30 september 1465 |
| Lactantius, Lucius Coelius Firmianus | De divinis institutionibus | 29 oktober 1465        |
| Augustinus, Aurelius.                | De civitate dei            | 12 juni 1467           |

### Uitgegeven in Rome
| Auteur                        | Werk | Editeur                                | Datum                      |
| ----------------------------- | --- | -------------------------------------- | -------------------------- |
| Cicero, Marcus Tullius.       | Epistolae ad familiares |                                        | 1467                       |
| Hieronymus.                   | Epistolae. | Johannes Andreas, bisschop van Aleria  | 13 december 1468           |
| Rodericus Zamorensis.         | Speculum vitae humanae |                                        | 1468                       |
| Cicero, Marcus Tullius.       | Brutus. Add: Orator |                                        | 12 januari 1469            |
| Cicero, Marcus Tullius.       | De officiis. Add: Paradoxa Stoicorum; Laelius, sive de amicitia; Cato maior, sive de senectute                                               |                                        | 24 januari 1469            |
| Apuleius Madaurensis, Lucius. | Opera. | Johannes Andreas, bisschop van Aleria  | 28 februari 1469           |
| Gellius, Aulus.               | Noctes Atticae. | Johannes Andreas, bisschop van Aleria  | 11 april 1469              |
| Caesar, Gaius Julius.         | Commentarii. | Johannes Andreas, bisschop van Aleria  | 12 mei 1469                |
| Bessarion, Cardinal.          | Adversus calumniatorem Platonis. Add: Correctio librorum Platonis de legibus Georgio Trapezuntio interprete. De natura et arte               |                                        | voor 28 augustus 1469      |
| Livius, Titus.                | Historiae Romanae decades. | Johannes Andreas, bisschop van Aleria  | 1469                       |
| Lucanus, Marcus Annaeus.      | Pharsalia. | Johannes Andreas, bisschop van Aleria  | 1469                       |
| Strabo.                       | Geographia, libri XVI (Tr: Guarinus Veronensis and Gregorius Tiphernas).                                                                     | Johannes Andreas, bisschop van Aleria  | 1469                       |
| Vergilius Maro, Publius.      | Opera [Bucolica, Georgica, Aeneis, with argumenta]. Additional texts.                                                                        | Johannes Andreas, bisschop van Aleria  | 1469                       |
| Paulus II, Pont. Max.         | Bulla 19 april 1470 "Ineffabilis providentia" de publicatione anni Jubilaei                                                                  |                                        | na 19 april 1470           |
| Cicero, Marcus Tullius.       | Epistolae ad Brutum, ad Quintum fratrem, ad Atticum.                                                                                         | Johannes Andreas, bisschop van Aleria  | voor 30 augustus 1470      |
| Plinius Secundus, Gaius       | Historia naturalis. | Johannes Andreas, bisschop van Aleria  | 8 april - 30 augustus 1470 |
| Leo I, Pont. Max.             | Sermones. Add: Johannes Andreas, bisschop van Aleria, Letter. Symbolum Nicaenum. Testimonia semper verus sit deus et veus homo               | Johannes Andreas, bisschop van Aleria. | na 21 september 1470       |
| Quintilianus, Marcus Fabius.  | Institutiones oratoriae. | Johannes Andreas, bisschop van Aleria  | na 30 augustus 1470        |
| Suetonius Tranquillus, Gaius. | Vitae XII Caesarum. Prelim: Johannes Andreas: Epistola ad Paulum II; Ausonius: Versus                                                        | Johannes Andreas, bisschop van Aleria. | na 30 augustus 1470        |
| Thomas Aquinas.               | Catena aurea super quattuor evangelistas. | Johannes Andreas, bisschop van Aleria  | 1470                       |
| Cyprianus.                    | Opera. | Johannes Andreas, bisschop van Aleria  | januari of februari] 1471  |
|                               | Biblia latina. | Johannes Andreas, bisschop van Aleria. | niet voor 15 maart 1471    |
| Silius Italicus.              | Punica. Add: Calpurnius et Nemesianus: Bucolica. Hesiodus: Opera et dies (Tr: Nicolaus de Valle. Prelim: Nicolaus de Valle: Epistola Pio II) | Johannes Andreas, bisschop van Aleria. | niet voor 5 april 1471     |
| Cicero, Marcus Tullius.       | Orationes. | Johannes Andreas, bisschop van Aleria  | tussen mei en juli 1471    |
| Ovidius Naso, Publius.        | Opera. | Johannes Andreas, bisschop van Aleria  | niet voor 18 juli 1471     |
| Cicero, Marcus Tullius.       | Scripta philosophica |                                        | 1471                       |
| Nicolaus de Lyra.             | Postilla super totam Bibliam. | Johannes Andreas, bisschop van Aleria  | 1471-72                    |
| Justinus, Marcus Junianus.    | Epitomae in Trogi Pompeii historias |                                        | 26 september 1472          |
| Terentius Afer, Publius.      | Comoediae |                                        | 6 Oct. 1472                |
| Caracciolus, Robertus.        | Sermones quadragesimales de poenitentia |                                        | 17 november 1472           |
| Donatus, Aelius.              | Commentarius in Terentii Comoedias |                                        | 10 december 1472           |
| Aristoteles.                  | Ethica ad Nicomachum (Vert: Leonardus Brunus Aretinus)                                                                                       |                                        | 11 januari 1473            |
| Perottus, Nicolaus.           | Rudimenta grammatices |                                        | 19 maart 1473              |
| Martialis, Marcus Valerius.   | Epigrammata |                                        | 30 april 1473              |
| Polybius.                     | Historiae (Vert: Nicolaus Perottus) |                                        | 31 december 1473           |

### Uitgegeven door Pannartz in Rome
| Auteur                           | Werk | Editeur                               | Datum             |
| -------------------------------- | --- | ------------------------------------- | ----------------- |
| Perottus, Nicolaus. (heruitgave) | Rudimenta grammatices |                                       | 2 december 1474   |
| Seneca, Lucius Annaeus.          | Epistolae ad Lucilium |                                       | 1 februari 1475   |
|                                  | Indulgentiae ecclesiarum principalium urbis Romae |                                       | 1 februari 1475   |
| Herodotus.                       | Historiae (Vert: Laurentius Valla). | Johannes Andreas, bisschop van Aleria | 20 april 1475     |
| Valla, Laurentius.               | Elegantiae linguae latinae |                                       | 2 juli 1475       |
| Statius, Publius Papinius.       | Silvarum libri V. Comm: Domitius Calderinus. Add: Ovidius: Sappho (Comm: Domitius Calderinus). Domitius Calderinus: Elucubratio in quaedam Propertii loca |                                       | 13 augustus 1475  |
| Thomas Aquinas.                  | Summa contra gentiles, sive De veritate Catholicae fidei                                                                                                  |                                       | 20 september 1475 |
| Hierocles.                       | In aureos versus Pythagorae opusculum (Vert: Joannes Aurispa)                                                                                             |                                       | 21 september 1475 |
| Sallustius Crispus, Gaius.       | Ex libris Historiarum orationes et epistolae |                                       | 25 september 1475 |
| Josephus, Flavius.               | De bello Judaico. Vert: Rufinus Aquileiensis. | Bartholomaeus Platina                 | 25 november 1475  |
| Thomas Aquinas.                  | De veritate. | Joannes Franciscus Venetus            | 20 Jan. 1476      |
| Perottus, Nicolaus. (heruitgave) | Rudimenta grammatices |                                       | 25 februari 1476  |
| Hieronymus.                      | Epistolae. Pars I. | Johannes Andreas, bisschop van Aleria | 28 maart 1476     |